# 打姫オバカミーコ
『打姫オバカミーコ』（うたひめオバカミーコ）は、片山まさゆきによる日本の麻雀漫画。『近代麻雀』（竹書房）にて、2004年から2010年まで連載された。

## 概要
プロ競技麻雀の世界で、初心者同然の駆け出し女流プロ雀士が、一度は転落しかけた元王者との交流を通じてプロとして成長してゆく様を描く物語。意図的にほぼ毎回必ず、麻雀の戦略上重要なポイントを詳しく解説する場面が描かれており、初級者・中級者のための上達指南書としても作られているのも特色である。この理由として、初級者、中級者に適した理論的な麻雀の指南書がどこにもなく、それならば自分が描くしかないと感じたためだという（第1巻あとがきより）。また、当時としては増加傾向にあった女流プロ競技麻雀界へスポットを当てた作品で、作者にとっての感謝も込められている。
後の作品『満潮!ツモクラテス』と世界観を共有している。元々は単行本にして2 - 3巻程度に収める構想であったが連載は実に15巻分にもおよび、15巻あとがきの中で片山は、本作品を自分の代表作として位置づけている。

## 登場人物
丘葉 未唯子（おかば みいこ）
「JMP」（日本麻雀プロフェッショナル）所属のプロ雀士。最初はルールのみで基本知識にも欠けたアマチュアにも劣る麻雀の腕であったが、偶然出逢った波溜に強引に弟子入りし、その指導を仰ぐようになる。素直で逆境に負けない明るい性格で波溜の教えを吸収して徐々に腕を上げていき、第8期女流風王位および大麻王の二冠、さらに馬杉を下して第11期女流風王位に輝くまでになる。同時に最初は敬遠されていた周囲の女子プロたちを魅了していき、仲間を増やし、プロの世界を戦い抜く。基本的にお調子者で短絡的思考が多い。前向きな性格で楽天家でもあるが、精神的に追い込まれるとポストを抱いて泣く癖がある。通称（オバカ）ミーコ。
波溜 晴（なみだめ はる）
プロリーグ「風王位戦」元王者。実力的には我鷹と並んで麻雀界で1・2を争うものであり、若くして頂点を極めるが、麻雀に没頭しすぎた結果妻に逃げられ、ショックで一度は麻雀界から足を洗うことを決意する。しかし、雀荘で出会った前向きなミーコに影響され、再出発を誓うようになる。我鷹の強い妨害に会いつつもミーコと二人三脚で上を目指していく一方で、その派閥争いにミーコが巻き込まれることに葛藤を抱くことも多い。指導理論は極めて論理的でミーコを一流の打ち手に育てあげたほどだが、自身は「バリバリのアナログ派（本人談）」。JMP一時離脱以来タイトルに恵まれなかったが最終話でついに「風王位」に返り咲く。パチンコも非常に強く、本人も自分の遊び人としての才能に呆れている一面も。
我鷹 愁（がたか しゅう）
「JMP」所属のプロ雀士で実力NO.1である。と同時に事実上「JMP」の実権を全て握っており、全ての大会で自分だけ特別シードとするなどやりたい放題である。支配欲の強い独裁者で、特に女流雀士を全て自分の弟子にしようと目論む。暴君である一方で、トップであることを強く自覚しており、次回作『ツモクラテス』では組織の頂点として成長した。自分と激しく争って獲得した「風王位」を波溜が投げ出して辞めてしまったことに対して強い怒りを感じており、波溜およびミーコに対してことあるごとに妨害を繰り返している。「殺すぞ」が口癖。華のある打ち手で、基本を押さえた上で、かつここぞの大技を使いこなす強豪。ただし、シード扱いのために予選を駆け上がってモチベーションが高い面子を侮って、決勝を逃がす詰めの甘い場面もある。
馬杉 寧香（うますぎ ねいか）
名前のとおり誰もが認める女流ナンバー１雀士。非常に冷淡な性格で感情を表に表すことはほとんど無い。打ち筋も性格と同じで現実主義である。元はアイドルであったが、その性格のため（いわゆる枕営業には全く手を出さなかった）にまったく売れず、アイドル時代に巡り会った我鷹との縁から麻雀プロに転身した。自分を受け入れてくれた我鷹と麻雀界に対しては深い感謝の念を抱いており、それを侮辱した存在館に対しては珍しく強い怒りを見せた。総じて勝率が高く、誰と打っても相手を意識する事（捨て牌を見ないのではなく、動じないと言う意味で）なく自分の打点より和了重視に打つリアル打法を貫くスタイルだが、ミーコの「セレブぶち」にだけは反応する。さりげなく胸が小さい事を気にしている。
今井 恭子（いまい きょうこ）
JMP所属の女流プロ雀士。一見おとなしそうに見えるがどんな状況であろうとも正しいことは正しい･間違いは間違いと言い切る強い性格。面倒見が良く、初期からミーコとはプライベートでも仲がよい。高校時代から成績優秀でプロ試験は筆記トップ通過、実戦最下位も我鷹の一存によりプロ資格を手に入れる。守備力に優れ、優等生麻雀といわれているが、ここぞと言う時に強い粘りを見せる。プロ試験を受ける前の学生時代から、第3期女流風王位決勝にコマを進めた頃までの過去の話が掲載されている。第7期女流風王位。
反田 猟子（はんだ りょうこ）
JMP所属の女流プロ雀士。鋭い観察眼と柔軟かつ攻撃的な打牌を持ち味とする。ひょんなことから波溜の指導を受けて上達していき、師弟関係以上に彼にアプローチするが、ミーコとの師弟関係に嫉妬し、ミーコに対して強い敵愾心を抱く。更に一時付き合っていた篠倉とも疎遠となったことをキッカケに「業が深い麻雀」と言われる程、打点追求のスタイルと共に孤立化していった。しかし、存在館が仕組んだ女子プロ撲滅対局においてミーコ達の後押しや励ましもあって女子プロ最後の生き残りにして勝者となりミーコとも和解し、我の強い性格はそのままだが周囲ともそれなりにうまくやっていくようになった。打ち筋は我鷹に似たタイプだが、存在館が興味を抱く程に業が深い。上の者からの評価も高く、馬杉・更科と並んで「実力派」とみなされている。
宝生 れいら（ほうしょう れいら）
JMP女流プロのリーダー的存在。我鷹の一番弟子を自認している。タイトルには縁がないものの要所要所で活躍しており、アナログ派とデジタル派の対決と言う構図のテレビ番組では、デジタルの間隙を縫うレアケースで逆転勝利を収めた。また、初期の我鷹に相容れなかったミーコへの風当たりを別にすれば年長者として懐も広く、女流の間では一定の尊敬を集めている。自分の店を持っている。
更科 香月（さらしな かづき）
JMP所属の女流プロ雀士。実践的で打点の高い超攻撃型。雀荘ネバギバ出身。新人一年目・二年目共に女流風王位決勝戦にコマを進めている。誰もが認める実力派だが、本人は馬杉に苦手意識を抱いている。
鈴鳴 未里（すずなり みり）
JMP所属の女流プロ雀士で、声優との二足草鞋を履いている。声優界でもそこそこ売れており、濃い固定ファンを持つ。先手速攻リーチをお家芸としており、見かけに反して強靱な精神力を持っており、勝ち気な性格。本業一本を誇りに思っている猟子からは嫌われており、何かときつく当たられるが、2人の対決は作中の定番イベントと化している。ユニット“満面摸（マンメンモー）”の一員として、音楽界を賑わせたこともある。初登場時は普通の身長だったが、2年目からチビっ子キャラになった。
蒼尻 つぼみ（あおじり つぼみ）
JMP所属の女流プロ雀士。ミーコに憧れてプロ麻雀の世界に飛び込んできた。ミーコを師匠と仰ぐ。ミーコに弟子入り志願して以降出番が多いが、打ち筋は未熟かつ、精神的にも余裕がなく、最悪の状況で最悪の打ち方をしたりする。しかしそれでも尚、ミーコが波溜に弟子入りした時点の状態と比べれば、数段マシな打ち手である。
犬吠崎 春菜（いぬぼうざき はるな）
JMP所属の女流プロ雀士。「東風少女」という肩書きでJMPが売り出し始めたが、本人はその持ち上げに困ることもしばしば。女流プロには珍しい鳴いてアガるのを得意とする速攻派の打ち手。
柚木 リサ（ゆずき リサ）
JMP所属の女流プロ雀士。女子プロ撲滅対局のメンバー。登場頻度が高く、割と早い段階からミーコとも仲がよい。ミーコ曰く癒し系らしい。
永宮 沙樹（ながみや さき）
JMP所属の女流プロ雀士。ユニット“満面摸（マンメンモー）”の一員。長身でセンターポジション。
出島 美結（でじま みゆう）
JMP所属の女流プロ雀士。通称「デジタルミューズ」。ネット麻雀「ウテウテ」の全国ランキングトップ。プロに合格するまで実際の牌で麻雀をしたことが無い。コミュニケーションはネットが基本なので敬語などには無頓着。徹底したデジタルで攻守や打点において非常にバランスの良い打ち手であるが、己のフォームへの過信から攻撃が単調になり、その延長でレアケースへの対応が疎かになった為に敗北する。クールに見えるが案外熱い一面があり挑発に弱い。
赤井 ひとみ（あかい ひとみ）
JMP所属の女流プロ雀士。通称「レッドアイ」。出島と共にデジタルチームの一員としてアナログチームと対決した。「ウテウテ」で数回出島と対局したことがあり、その縁から出島のフォローに回ることが多い。
若菜 まりな（わかな まりな）
JMP所属の女流プロ雀士。ミーコと同期。女流リーグを一度陥落したが、茂葉入の説得でプロ試験を受け直して復帰している苦労人。全編を通じて登場頻度はかなり高く、一時期戦線離脱しているものの名物プレーヤーである。波溜の元妻に顔が似ている。
松本 アイラ（まつもと アイラ）
JMP所属の女流プロ雀士。初期から登場しているベテラン。我鷹の評価が10点の手筋だが偶然馬杉に直撃して勝ち、女流キルロワイヤルの決勝に進出したこともある。
木下 千夏（きのした ちなつ）
JMP所属の女流プロ雀士。急病で倒れる事が多く、ミーコに代役を任せてしまう役回りが多かった。
広尾 瀬名（ひろお せな）
JMP所属の女流プロ雀士。初期から登場している。霜降と付き合っている事が噂されている。
藤木 はるか（ふじき はるか）
JMP所属の女流プロ雀士。闘牌シーンは少ないが、終盤まで登場している。猟子の同期生。
井上 美晴（いのうえ みはる）
JMP所属の女流プロ雀士。猟子の同期生。
原（はら）
JMP所属の女流プロ雀士。Dリーグだけに行われた技能テストにて、ミーコとともに最後まで居残りだった。猟子の同期生。
存在館 有人（そんざいかん ありと）
俳優。芸能界No.1の呼び名が高い。女流プロ同卓の重要な決戦で上位争いの場を乱されたり、裏ドラの偶然役で対局を落とした経緯から女子プロを嫌っており、TVを利用して「女子プロ撲滅企画」を実行する。芸能人としては配牌は非常に悪いが、それをまとめる技巧派。芸能界の打ち手とともに女子プロを撲滅させようとしていたが、猟子の優勝によって阻止された。
五条 豊（ごじょう ゆたか）
JMP所属のプロ雀士。将来我鷹のポジションに自分が座ると豪語する野心家。ミーコの事を「子猫ちゃん」と呼び、気に入っている。ミーコがプロを辞めた際の波溜と我鷹の果し合いでは、四面楚歌状態だった波溜とのコンビを自ら志願し、チームの勝利に貢献する。以降出番が少ない。次回作『ツモクラテス』にて久しぶりに出番を得た時は、非常に「らしくない」スランプに陥っていた。
江戸木 映像（えどき えいぞう）
JMP所属のプロ雀士。我鷹の子飼いで、事あるごとに波溜やミーコの前に立ちはだかっては撃退される。我鷹に八つ当たり・責任転嫁されることもままあるかわいそうな男だが、JMPのトップとしてプロ界を引っ張ってきた我鷹を敬愛しており、タイトルを放棄した波溜には麻雀の神様が二度と微笑まないと語ったことがある。
枕木（まくらぎ）
JMP代表を務めるJMP本部の職員。登場頻度は高い。満潮ツモクラテスでは、不遜な富良に悪戯をしたり、意外と暇で積倉の黒子となり、その見せ場を気にしたりと茶目っ気を持つ一面を見せる。
茂葉入（もばいる）
枕木とセットで登場する事が多いJMP本部の職員。まりなと付き合っている事が噂されている。
霜降（しもふり）
JMP所属のプロ雀士。嫌味な性格と下品な立居振舞で仲間にも嫌われている。主にやられ役。きのこが嫌い。広尾に非常に強引なアプローチの結果、押し負けさせて付き合っていると噂される。
本場七（ほんばなな）
ミーコを雇った雀荘のオーナー。隙あらばミーコをホテルに連れ込もうとするが、毎回それを阻止しようとするミーコによって大怪我を負う。古い定石に拘る。
揚羽（あげは）
吸血鬼の様な容貌と気味の悪い笑い声が特徴の「麻雀ダイジェスト」の記者。「大麻王」予選での波溜の手を得意げに批判するも、波溜には「結果論信者」と一蹴された。また女流風王位となったミーコには霜降、本場七と共に「大麻王」予選で完膚なきまでにやられた。
篠倉（しのくら）
JMP所属のプロ雀士。ミーコの後輩であるが、ミーコの事を「ちゃん」付けて呼ぶ。新人時代は波溜と我鷹を倒して自分を挙げようとする強い野心を持っていた。猟子と付き合っていた時期がある。
鯣 麹（するめ こうじ）
JMP所属のAリーグプロ雀士。場況と展開読みにリーグ随一の能力を持ち、我鷹の信頼を得ている。雀荘ダバダ専属。波溜に勝ち大麻王を獲得した後にミーコと対局しているが、我鷹側の人間でありながらミーコの打ち筋を認めている。Dリーグだけに行われた技能テストでぎりぎり落ちそうになったミーコに模範解答のミスを指摘する等、どちらかといえば中立に近い立場を取っている。次回作では、ジャンパーリーグでAリーグプロの入れ替えの激しさにも実力主義の風潮を受け入れている。そんな中でもAリーグ残留を続けており、実力は確か。
久保田 万寿（くぼた まんじゅ）
JMP相談役。勤続40年で毎年「ポンチークラシコ」に出場しているが、一度も予選を突破したことがない。彼と当たってトップを取った者は決勝まで行けるというジンクスがあり、ミーコからはまねき猫と称される。事実ミーコも圧勝した後、決勝まで進出している。
北上（きたかみ）
JMP所属のプロ雀士。議長や司会進行役での登場が多い。もと大麻王。
九段下（くだんした）
JMP所属の元Aリーグプロ雀士。ミーコが決勝に進出したタイトル戦「ポンチークラシコ」にて優勝している。
涌水（わきみず）
TVプロデューサー。「女子プロ撲滅企画」や、「デジタルチームVSアナログチーム」での番組を担当していた。
ペーニョ 原（ぺーにょ はら）
西揉窪の雀荘経営者で、ミーコが店長を務める「オナカマアミーゴ」のオーナー。ミーコファンを自称し、自身の店をほぼノーリスクでミーコに譲った。

## テレビドラマ
2006年にテレビドラマ化され、MONDO21で放送された。全18話。
出演
- 丘葉 未唯子 - 小向美奈子
- 波溜 晴 - 岸本祐二（1～6話）、前田耕陽（7～18話）
- 我鷹 愁 - デビット伊東
- 馬杉 寧香 - 松里ともか
- 宝生 れいら - 和泉由希子
- 今井 恭子 - 相澤仁美
- 若菜 まりな - おぐり ゆか
- 柚木 リサ - 佐倉真衣
- 広尾 瀬名 - 岸田恵美里
- 木下 千夏 - 河西りえ
- 枕木 代表 - 楠美聖寿（1～6話）
- 茂葉入 - ケネス徳田
- 山尻 実果 - 荒井まどか
- 灯 光太 - 柴田光太郎
- 友情出演：坂上忍、蛭子能収、なすび、村木藤志郎、斉木しげる、池谷直樹

スタッフ
- 監督 - 片岡修二  、桧垣雄二

主題歌
CHERRY DOLL「GET A DREAM」
作曲　青木秀樹

## 実写映画
2020年6月1日、実写映画化が発表される。主演はSKE48の須田亜香里。その師匠役に萩原聖人。制作はABEMAで劇場での上映のほか、ABEMAにおいて全5話の連続ドラマ形式で独占先行配信される。ABEMAつながりでMリーグからも萩原の外にも勝又健志/鈴木たろう/丸山奏子が出演する。
主題歌は鈴木愛理『Let The Show Begin』。

### キャスト（実写映画）
- 丘葉未唯子 - 須田亜香里（SKE48）
- 波溜晴 - 萩原聖人
- 我鷹愁 - 波岡一喜
- 馬杉寧香 - 百合沙
- 今井恭子 - 日比美思
- 宝生れいら - 小田あさ美
- 枕木 - じゃい（インスタントジョンソン）
- 江戸木映像 - 内山信二
- 篠倉 - 曽田陵介
- 優里 - 澤真希